# Isola dei Porri (Stintino)
L'isola dei Porri è un'isola italiana sita nel Mar di Sardegna, a ridosso della costa nord-occidentale sarda.
Appartiene amministrativamente al comune di Stintino.